# Cuthona diminutiva
Cuthona diminutiva is een slakkensoort uit de familie van de Cuthonidae. De wetenschappelijke naam van de soort is voor het eerst geldig gepubliceerd in 1980 door Gosliner.